# わたしのヘリテージ
『わたしのヘリテージ』は、ボカロP・いよわの2作目のアルバム。2021年12月22日にIgusuri Recordsから発売された。

## 概要
前作『ねむるピンクノイズ』からおよそ2年振りとなるアルバムで、初の全国流通盤となった。
前作以降に発表された「くろうばあないと」から「きゅうくらりん」までの既存曲10曲を含む全15曲を収録。（「パインドロップ」「われらはハレ」は未収録。）
本作のリード曲である「アプリコット」のミュージック・ビデオは2021年12月12日に公開された。

## 収録曲
| 全作詞・作曲・編曲: いよわ。 |                            |           |            |                                    |      |
| #                            | タイトル                   | 作詞      | 作曲・編曲 | 歌唱                               | 時間 |
| 1.                           | 「捕食ひ捕食」             | いよわ    | いよわ     | 初音ミク、GUMI                     | 3:20 |
| 2.                           | 「オーバー！」             | いよわ    | いよわ     | 初音ミク、歌愛ユキ                 | 3:36 |
| 3.                           | 「黄金数」                 | いよわ    | いよわ     | 初音ミク、v_flower                 | 3:07 |
| 4.                           | 「くろうばあないと」       | いよわ    | いよわ     | 初音ミク、v_flower、歌愛ユキ、GUMI | 3:56 |
| 5.                           | 「アプリコット」           | いよわ    | いよわ     | 初音ミク                           | 3:25 |
| 6.                           | 「たぶん終わり」           | いよわ    | いよわ     | 初音ミク、v_flower                 | 3:18 |
| 7.                           | 「あだぽしゃ」             | いよわ    | いよわ     | 初音ミク                           | 3:25 |
| 8.                           | 「うらぽしゃ」             | いよわ    | いよわ     | 初音ミク                           | 3:02 |
| 9.                           | 「きゅうくらりん」         | いよわ    | いよわ     | 可不                               | 3:34 |
| 10.                          | 「灰色の靴」               | いよわ    | いよわ     | 初音ミク、歌愛ユキ                 | 3:04 |
| 11.                          | 「ヘブンズバグ」           | いよわ    | いよわ     | 初音ミク、歌愛ユキ                 | 3:19 |
| 12.                          | 「ポプリさん」             | いよわ    | いよわ     | 初音ミク、v_flower                 | 3:01 |
| 13.                          | 「さよならジャックポット」 | いよわ    | いよわ     | 初音ミク、v_flower                 | 4:29 |
| 14.                          | 「アイリスアウト」         | いよわ    | いよわ     | 初音ミク                           | 2:59 |
| 15.                          | 「1000年生きてる」         | いよわ    | いよわ     | 初音ミク                           | 3:20 |
| 合計時間:                    | 合計時間:                  | 合計時間: | 50:55      |                                    |      |